# Centromyrmex feae
Centromyrmex feae é uma espécie de formicídeo da tribo Ponerini (Ponerinae), com distribuição na China, Índia, Java, Myanmar, Filipinas, Sri Lanka e Vietnã.